# Mojave Moon
Pour plus de détails, voir Fiche technique et Distribution.
Mojave Moon est un film américain réalisé par Kevin Dowling, sorti en 1996.

## Synopsis
Al McCord déjeune dans son restaurant favori lorsqu'il croise une séduisante jeune femme, Ellie, qui cherche à se rendre dans le désert de Mojave, où vit sa mère, Julie. Il décide de l'emmener avec lui. C'est alors que les problèmes apparaissent. Alors qu'Ellie commence à tomber amoureuse d'Al, celui-ci, de son côté, tombe sous le charme de sa mère, malgré la présence du compagnon de celle-ci qui s'avère être un vrai dingue. Parallèlement à ces histoires d'amour improbables, d'étranges et drôles évènements adviennent, auxquels Al doit chercher une explication.

## Fiche technique
- Titre : Mojave Moon
- Titre original : Mojave Moon
- Réalisation : Kevin Dowling
- Scénario : Leonard Glasser
- Production : Matt Salinger, Elyse Katz, Michael Sayles, Kevin Dowling et Cindy Cowan
- Musique : Randy Nicklaus, Johnny Caruso et Craig Stuart Garfinkle
- Photographie : James Glennon
- Son : Randy Nicklaus
- Montage : Susan Krutcher
- Décors : Charles Dwight Lee
- Casting : Heidi Levitt, Kim Orchen et Mary Wernieu
- Costumes : Tim Chappel
- Pays d'origine : États-Unis
- Langue : Anglais
- Format : Couleur - 1,33:1 - Dolby Digital 2.0
- Genre : Comédie romantique
- Durée : 92 min. env
- Date de sortie : 1996

## Distribution
- Danny Aiello : Al McCord
- Anne Archer : Julie
- Alfred Molina : Sal
- Michael Biehn : Boyd
- Jack Noseworthy : Kaiser
- Angelina Jolie : Eleanor "Ellie" Rigby
- Peter MacNicol : Tire Repairman

## DVD
- Le dvd du film est sorti le 8 août 2007 et est édité par Initial Entertainment Group.